# Hippodrome du Caroubier
L'hippodrome du Caroubier (en arabe : مضمار خروبييه) est un champ de courses hippiques situé au sud-est du Hussein Dey à Alger en Algérie. Il a été construit en 1909.